# Abdullah el-Erian
Abdullah el-Erian (Damanhur, 21 maart 1920 - Leiden of Den Haag, 12 december 1981) was een Egyptisch hoogleraar, diplomaat en rechter. Van 1968 tot 1979 was hij vertegenwoordiger van zijn land bij de Verenigde Naties en van 1979 tot aan zijn dood in 1981 rechter bij het Internationale Gerechtshof.

## Levensloop
El-Erian studeerde tot 1942 rechtsgeleerdheid aan de Universiteit van Caïro en de Harvard-universiteit. Vanaf 1943 werkte hij voor de faculteit rechten van de Universiteit van Caïro. In de loop van de tijd werd hij hier hoogleraar en bleef in deze functie aan tot 1961. Ondertussen behaalde hij in 1951 zijn doctoraat in internationaal recht aan de Columbia-universiteit.
Van 1959 tot 1968 gaf hij leiding aan de afdeling voor juridische zaken en verdragen van het Ministerie van Buitenlandse Zaken. Aansluitend was hij tot 1979 permanente vertegenwoordiger van zijn land bij de Verenigde Naties in Genève en plaatsvervangend vertegenwoordiger op het Hoofdkwartier van de Verenigde Naties in New York. In 1957, 1958 en van 1962 tot 1978 was hij lid van de Commissie voor Internationaal Recht van de Verenigde Naties en in 1976 voorzitter van deze commissie. Ondertussen was hij verder ambassadeur in Frankrijk en Zwitserland. Sinds 1967 was hij verder lid van het Institut de Droit International
Sinds februari 1979 was hij tot rechter bij het Internationale Gerechtshof. In december 1981 overleed hij aan een hartaanval. Hij werd opgevolgd door Mohammed Bedjaoui uit Algerije.
- Gemeinsame Normdatei: 1030514933
- Virtual International Authority File: 295269433
- WorldCat: E39PBJc7RFkpBHWrmr33PxbyBP